# Trichocorixa kanza
Trichocorixa kanza är en insektsart som beskrevs av Sailer 1948. Trichocorixa kanza ingår i släktet Trichocorixa och familjen buksimmare. Inga underarter finns listade i Catalogue of Life.